# No Surrender (2010)
No Surrender 2010 est une manifestation de catch télédiffusée uniquement en paiement à la séance et produite par la fédération Total Nonstop Action Wrestling. Il se déroulera le 5 septembre 2010 dans l' Impact! Zone d'Orlando en Floride.

## Contexte
Les spectacles de la Total Nonstop Action Wrestling en paiement à la séance sont constitués de matchs aux résultats prédéterminés par les scénaristes de la TNA, justifiés par des rivalités ou qualifications survenues dans les émissions de la TNA telles que Impact et Xplosion.
Les scénarios ici présentés sont la version des faits telle qu'elle est présentée lors des émissions télévisées. Elle respectent donc le Kayfabe de la TNA.

### AJ Styles vs Tommy Dreamer
Lors de l'Impact! du 19 août 2010, AJ Styles bat Tommy Dreamer dans un Extreme rules match. Une fois le match terminé, l'équipe de Styles, Fortune, attaque Dreamer et se retrouve opposée à l'équipe de Dreamer, la EV2.0. La TNA annonce ensuite par le biais de son site officiel que Styles et Dreamer s'affronteront dans un I Quit match lors de No Surrender.

### Tournoi pour le Championnat du Monde poids-lourds
Lors du TNA Impact du 19 août 2010, Dixie Carter annonce que Rob Van Dam, le Champion du Monde poids-lourds, a été blessé lorsque Abyss l'a attaqué la semaine passé. Elle annonce alors un tournoi pour couronner le nouveau champion. Le même jour ont lieu les quarts de finale, afin de déterminer qui s'affrontera lors du pa-per-view pour les demi-finales : Mr. Anderson se qualifie en battant Jay Lethal, D'Angelo Dinero se qualifie en battant Matt Morgan. Les deux autres personnes qualifiées furent Jeff Hardy (en battant Rob Terry) et Kurt Angle. Ce dernier devant à l'origine affronter Hardy dans un match dans lequel il mettrait sa carrière en jeu, il décida de garder la stipulation de retraite en cas de défaite.

### The Motor City Machine Guns vs London Brawling
Après avoir rejoint l'équipe Fortune, Desmond Wolfe et Brutus Magnus créent leur propre équipe, nommée, London Brawling. Après avoir remporté de multiples victoires (d'abord face à Amazing Red et Suicide, ensuite face à Rob Terry et Hernandez). En battant Ink. Inc (Jesse Neal & Shannon Moore, ils deviennent les nouveaux challengers pour le Championnat du Monde par équipe. La TNA programment alors un match pour No Surrender pour les titres, entre les champions en titre The Motor City Machineguns (Chris Sabin & Alex Shelley) et London Brawling.

## Matchs
| Match, | Stipulation                                                                                            | Durée |
| --- | --- | ----- |
| The Motor City Machineguns (Alex Shelley et Chris Sabin) (c) def. Generation Me (Jeremy Buck and Max Buck) | Tag team match pour le Championnat du Monde par équipe                                                 | 12:50 |
| Douglas Williams (c) def. Sabu                                                                             | Match simple pour le Championnat X Division                                                            | 11:15 |
| Velvet Sky def. Madison Rayne                                                                              | Match simple                                                                                           | 4:42  |
| Abyss def. Rhino                                                                                           | Falls Count Anywhere match                                                                             | 12:39 |
| Jeff Jarrett et Samoa Joe def. Sting et Kevin Nash                                                         | Tag team match                                                                                         | 6:11  |
| AJ Styles def. Tommy Dreamer                                                                               | "I Quit" match                                                                                         | 16:37 |
| no contest entre Kurt Angle & Jeff Hardy                                                                   | Demi-Finale du tournoi pour le Championnat du Monde poids-lourds. Si Angle perd, il se retire du catch | 30:05 |
| Mr. Anderson def. D'Angelo Dinero                                                                          | Match simple, demi-finale du tournoi pour le Championnat du Monde poids-lourds                         | 17:34 |
| (c) désigne, en cas de match de championnat, le champion défendant son titre dans le match.                | |       |

1. ↑  Generation Me remplaçait l'équipe London Brawling (Desmond Wolfe et Brutus Magnus), absents pour "raisons personnelles".